# 綦江铁路
綦江铁路是一条曾经位于重庆市的铁路，最初全长67公里，北起江津区猫儿沱，南至綦江区石佛岗，于1942年开建，至1947年通车，后南延至赶水镇，共126公里:311。綦江铁路是原四川省境内第一条标准轨距铁路，承担彼时重庆煤焦、铁矿和粮食的运转等任务。后于川黔铁路修建期间，綦江铁路的南段五岔至赶水区间改建并并入之，1960年川黔铁路建成后，北段猫儿沱至五岔区间废线改公路:399:134。

## 路线
铁路勘测设计期间曾有2条线路进行比选：一是北起江津区猫儿沱经五岔、綦江，南至三江；二是北起江津区珞璜，经五岔、綦江，南至三江，后者因须横穿山梁且需要挖填的谷地较多而被放弃，最终的路线北起猫儿沱，沿着綦江东岸南行，经仁沱、庙基、墨斗沱、贾嗣场、五岔、夏坝、广兴场、北渡至綦江区石佛岗上闸坝，全长67公里，包含大中桥梁12座共704.5米、隧道1条共68米、涵洞262座、设10座车站，站距最长9.3公里，最短4.8公里:139。
| 路段           | 站名                 | 建成年月       | 中心里程（km） |
| -------------- | -------------------- | -------------- | -------------- |
| 江津猫儿沱起点 | 江津猫儿沱起点       | 江津猫儿沱起点 | 0.000          |
| 猫五段         | 猫儿沱               |                | 1.210          |
| 猫五段         | 仁沱                 |                | 7.780          |
| 猫五段         | 庙基                 |                | 16.020         |
| 猫五段         | 墨斗沱               |                | 22.900         |
| 猫五段         | 西湖                 |                | 27.680         |
| 猫五段         | 贾嗣                 |                | 36.350         |
| （江津五岔）   | （江津五岔）         | 1945年8月      | 37.220         |
| 五綦段         | 夏坝                 | 1947年         | 45.140         |
| 五綦段         | 广兴                 | 1947年         | 54.440         |
| 五綦段         | 兴隆（现綦江北:554） |                | 62.140         |
| 五綦段         | 綦江                 | 1947年8月      | 66.720         |
| 綦江石佛岗终点 | 綦江石佛岗终点       | 綦江石佛岗终点 | 67.5           |

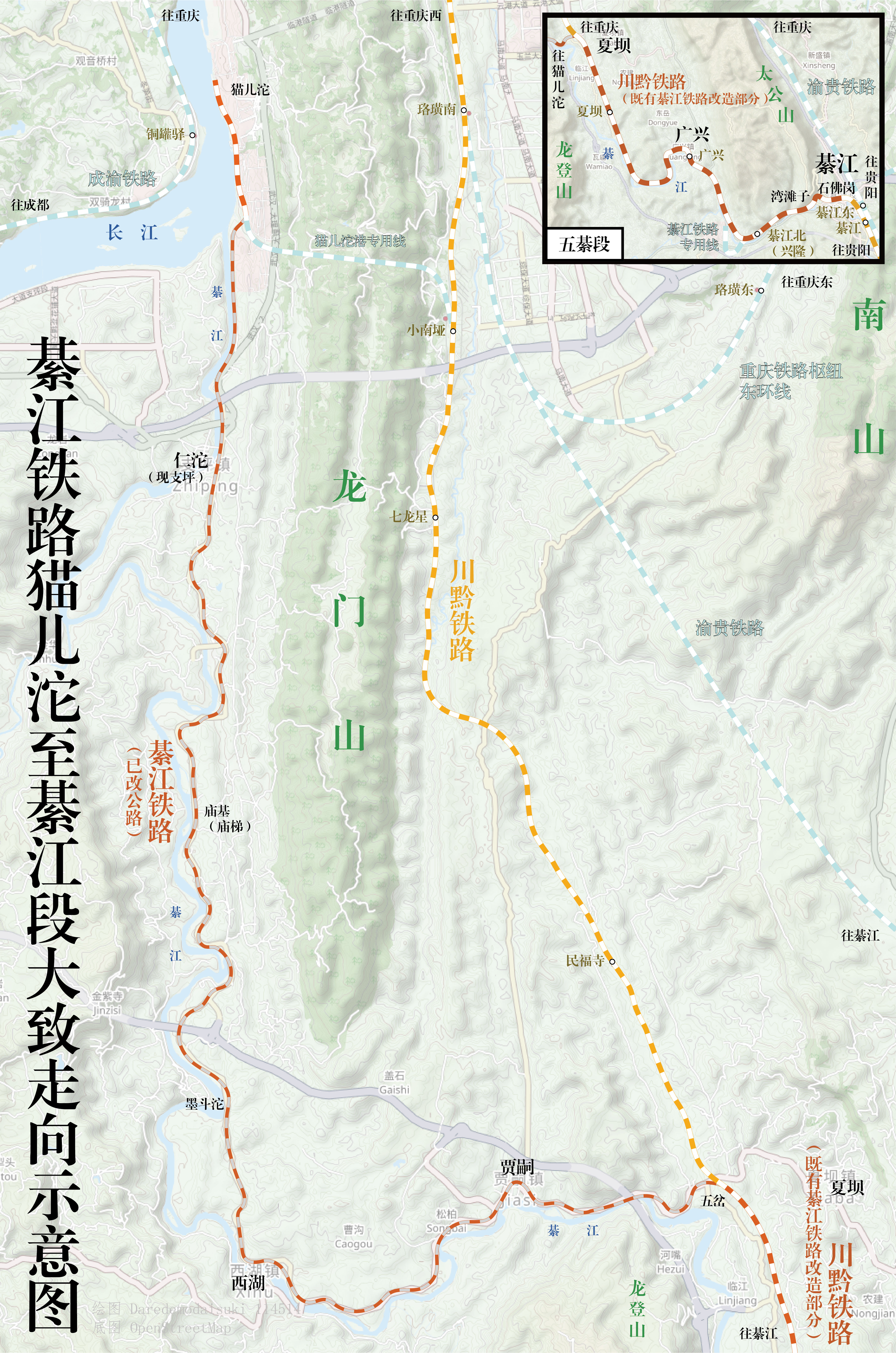
綦江铁路走向

线路计划采用标准轨，最大坡度为千分之15，最小曲线半径为163.8米，到发线有效长度为300米，预留展长至600米，桥梁按照中—12级修建；实际建设中到发线有效长度最短为210米，最长为570米，桥梁按照中—16级修建，车站站台长度多只有40米:139。

## 历史

### 背景

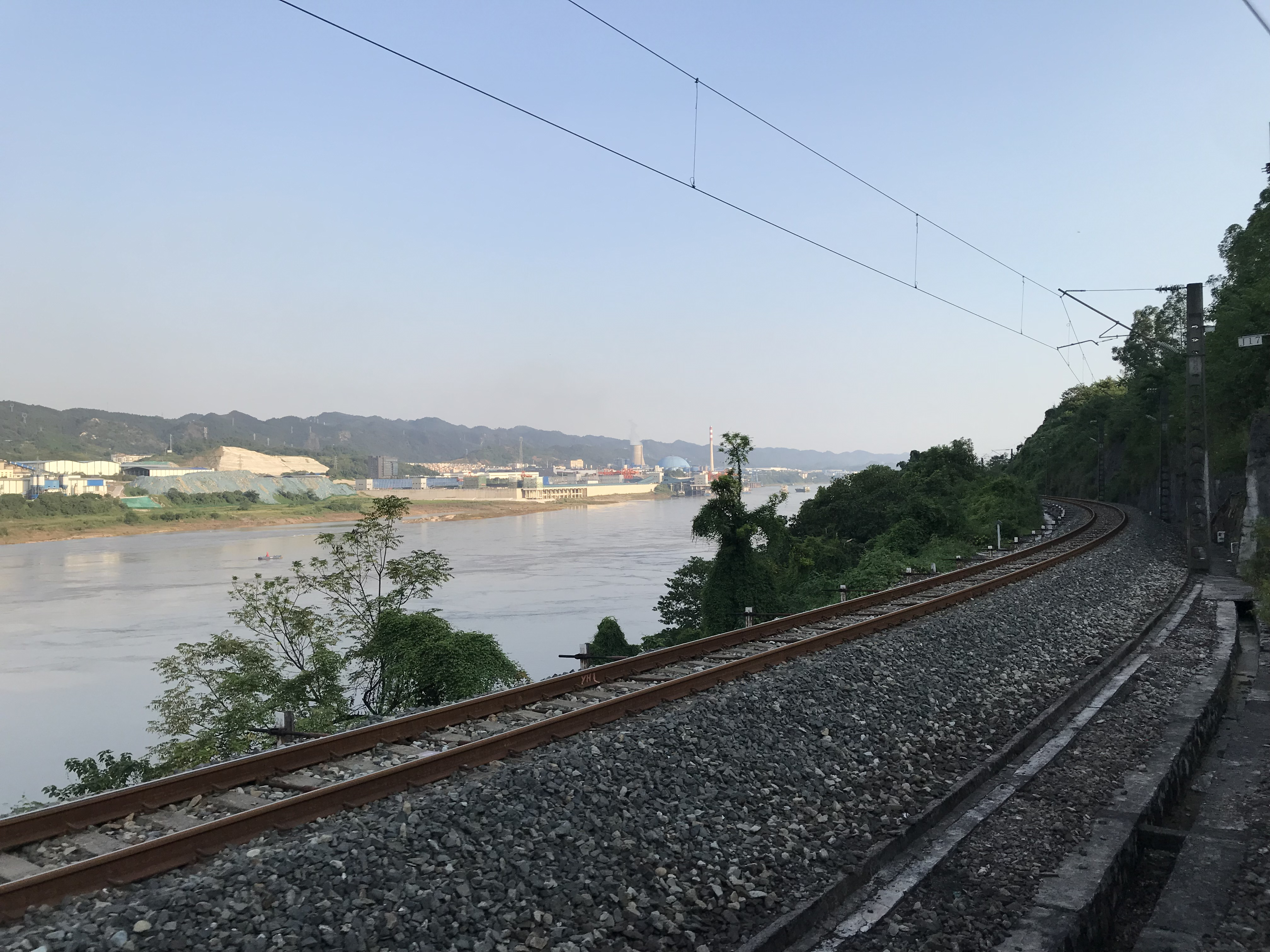
成渝铁路石场站附近，江对岸即猫儿沱港

清宣统三年（1911年），清政府就曾规划建设一条连接四川省和贵州省的铁路，但因彼时政权交替而未成。抗日战争爆发后，汉阳钢铁厂迁至重庆大渡口:399，原料采用綦江土台的铁矿和南桐的煤焦；民国二十七年（1938年）建立綦江铁矿和南桐煤矿后，因綦江水浅滩险难以船运，是年导淮委员会在綦江上修建船闸，但之后仍仅能满足钢铁厂三分之一:334的原料需求；三十年（1941年）11月钢铁厂迁建委员会向国民政府提出：“为求本会炼铁原料不致匮乏计，如能将川黔铁路干线之由重庆附近长江南岸至綦江三溪（现三江街道）一段，提前兴筑，本会由南桐修一支路至三溪接轨，则不愁本会原料之运输问题解决，且对渝市之燃料供给，亦不无补助也”:135。
钢铁厂提议后，民国政府决定由交通部修建江津猫儿沱至三江的标准铁路，使用蒸汽机车牵引；钢铁厂自设迁建委员会，建三江至南桐、三江至赶水的轨距0.6米的轻便铁路，使用人力斗车:136。

### 建设
綦江铁路主要由交通部和迁至重庆的汉阳钢铁厂组织修建，民国三十一年（1942年）5月开工，三十六年（1947年）11月完工:173。全线铁轨均部分采用大渡口炼钢厂的35磅标准钢轨旧轨，余下使用钢铁厂自产铁轨，每米重17.4公斤；枕木长230厘米、宽18厘米、高13厘米:310:516；碎石道床，厚度100余毫米:335。

#### 交通部建设阶段
民国三十一年（1942年）5月，交通部于仁沱乡袁家祠堂成立“交通部綦江铁路工程处”，何显华任处长和总工程师，汪菊潜任副处长和副总工程师，设总务、工务、会计科，下分3个工务总段和4个工务分段，全处有304名员工。次年1月，工程处采用投标招商、发包承修的方法开始建设铁路:136。
施工期间，有聚成、全裕、工信工程、庆成、裕和等共28家公司参与承包，但公司又多转包给本地的“开山铺”“棚子”等，其老板招雇在农村躲避壮丁的人和闲散劳动力修建铁路，期间存在的贪污、剥削问题:136:399，加之线路位于川渝腹地，彼时筑路材料需由他地运来或需要自寻他法获取，且物价日益高涨，导致铁路施工进度缓慢，其间于三十三年（1944年）一度停工近10个月:336，最终至三十四年（1945年）才修建猫儿沱至五岔共约38公里的铁路，10月举办通车典礼。但因线路沿途存在多处塌方，部分路段路基下沉、枕木腐烂:136，火车从猫儿沱行进至仁沱就无法再前进:399。至此綦江铁路耗资880574600元法币:336。

#### 钢铁厂建设阶段

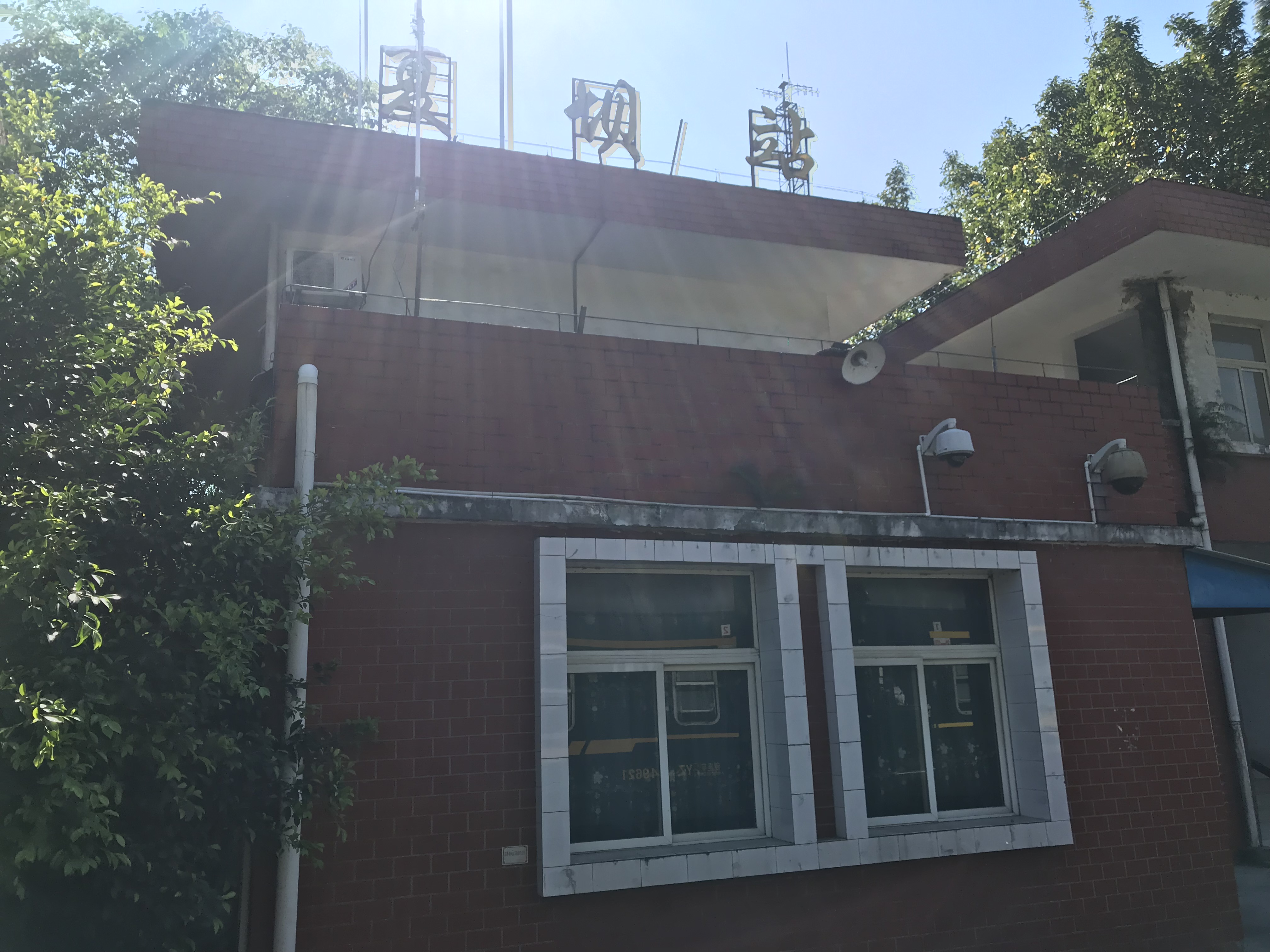
现夏坝站

因抗战结束，交通部迁回南京并撤销綦江铁路工程处，迁建委员会接手綦江铁路施工，于三十四年（1945年）12月再工程处原址成立“钢铁厂迁建委员会綦江铁路局”，申大礼任局长和总工程师，郭则溉任副局长和副总工程师，设总务、工务、材料、会计、运输科，下分机务、车务段和3个工务总段、7个工务段，全局有252名员工、896名工人警察:137。
铁路局先对猫儿沱至五岔段进行了修整，包括加固路基、清除塌方、更换枕木、补充道床碎石、安装行车设备等，此段线路于三十五年（1946年）6月完工通车:137:302。
是年8月起，铁路局沿用投标招商、发包承修的方法修建剩余部分，但在工程处的基础上采用多标发包的方法，并设立工期，规定逾期罚款、取消承包资格等措施，加快了工程进度，期间有大中工程、大丰、生记、建国、静记、全裕公司、中华营造厂等共30余家企业参与投标，至次年8月就修建完了五岔至綦江湾滩子的约28公里铁路，是月24日列车试运营成功，并于是年11月1日举行通车典礼，綦江铁路成为了四川第一条标准轨铁路:399:137-138:302-303，全长66.8公里:310。
三十七年（1948年）铁路由湾滩子延伸1.8公里至綦江县城对岸的大佛庙（石佛岗），再设綦江站，至此全长67.5公里的綦江铁路完全建成:139:441:10。

#### 建设期间的事件
铁路建设期间曾发生过一些不良事件，包括西湖斗殴（民国三十二年，1943年）、北渡惨案（三十五年，1946年）、贾嗣打架事件（三十七年，1948年）等，多有死伤。其中贾嗣打架事件发生于当年7月5日，是日104次列车因有人于轨道上摆石子脱轨，恢复运行后一围观群众因列车鸣笛受惊从边坡滑下，砸死一道班工人并逃跑，工务分段找到逃人后讨要说法并在街上斗殴，导致一街民受伤并毁坏部分财物，最终由綦江铁路局负责:302-303。

### 通车运营
綦江铁路修建完成后，军政部兵工署于三十六年（1947年）12月14日接管铁路，有50名员司与169名工人在路上工作:175，铁路每天开对开火车2列，时速20公里每小时，挂车20余节，主要用于煤矿、铁矿货运，每月可运送七、八千吨货物，兼客运:399:138，全程票价2.5万元法币:10。解放战争期间中共地下党于铁路中发展组织，成立党支部，铁路职工阻挠运输工作以反对内战，司机、司炉人为制造事故，使得铁路运力下降近半，工人亦有举行罢工等:138-139。1949年解放军入川前，中共开展保护綦江铁路和綦河闸坝的行动，包括发动工人群众护路护坝，组织武装力量分段守护等，军队入川期间綦江铁路一度成为重要的入川军事通道。
1949年底綦江解放后，綦江县成立“护路委员会”临时接管铁路，次年1月初解放军军事代表孔热来綦江对綦江铁路局进行军管，中旬西南军政委员会派田洗文任綦江铁路局军事代表，撤销护路委员会并正式接管綦江铁路:141，铁路隶属西南工业部:311。

### 后续延伸、改造与废线

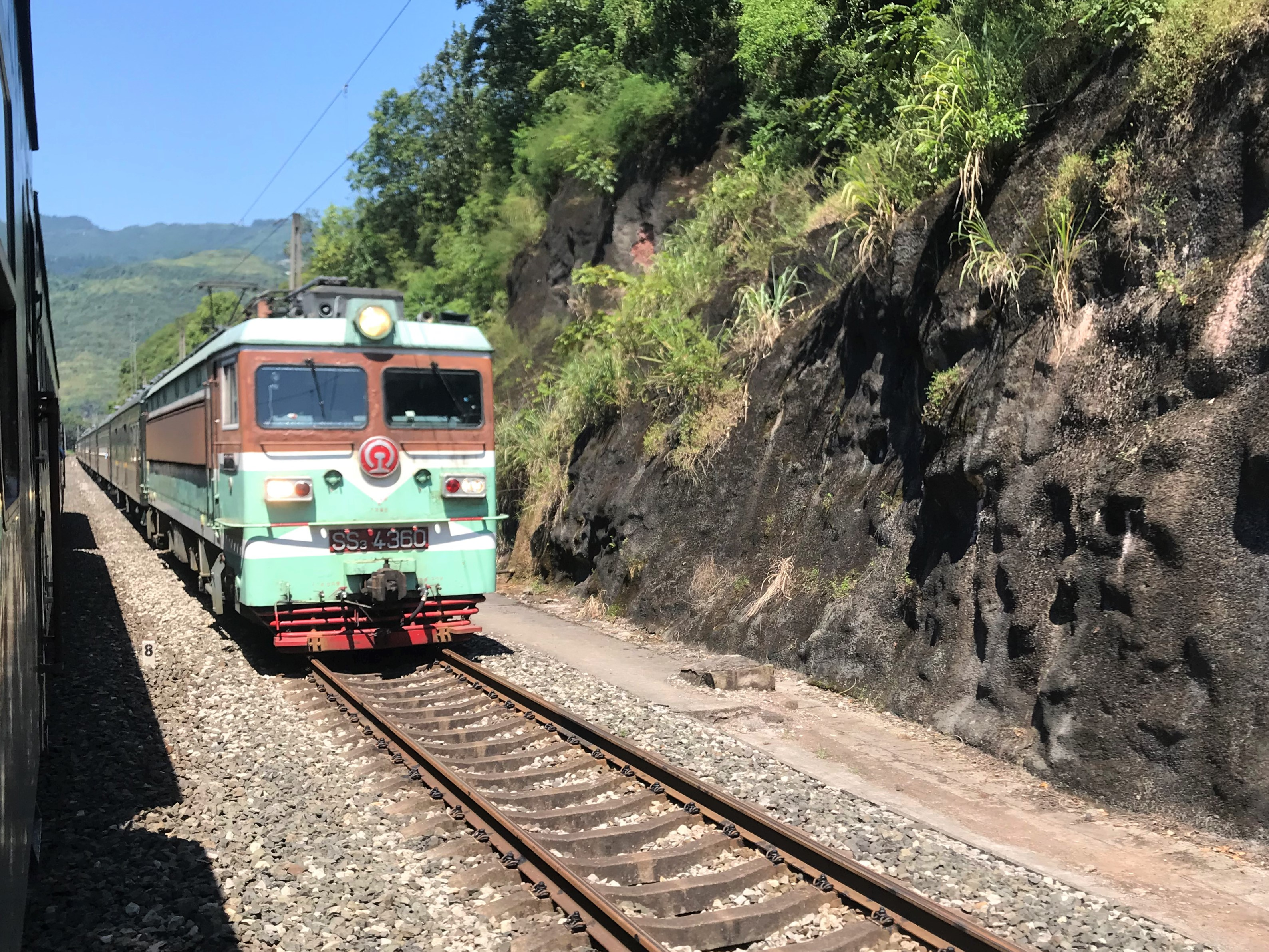
现川黔铁路两河口站

1950年，西南工业部批准将綦江铁路向南延伸18公里，跨双龙河，经新街子、转关口、李家岩至三江马家沱，此段线路由綦江铁路局设计，由工业部调集重庆部分尚未恢复生产的兵工厂工人、解放军等人员，綦江铁路局雇部分石工修建。铁路于3月开建，于10月16日建成，总投资141.55万元人民币:138:441。次年1月，西南财政经济委员会决定由中央和地方（西南区、贵州省、川东行署:138）投资延伸铁路至贵州松坎:311，并成立了川东民工筑路总队、贵州民工筑路总队和綦江铁路局工程队，前二者分别承担三江至两河口（26公里）、两河口至赶水（20公里）的筑路任务，最后者负责工程技术。三江至两河口段于1951年1月27日开工，10月完工；两河口至赶水段于2月2日开工，于9月完工。工程实际消耗563.4万元人民币:441。此时綦江铁路自猫儿沱经夏坝、綦江、三江至赶水已建成126公里:311。
1956年2月，中共中央决定将綦江铁路五岔至赶水段并并入川黔铁路，并决定对之改造:441，并于1960至1966年间对该区间进行改造，包括对曲线半径小于300米的路段改线，加固路基、桥梁、隧道等设施，新建桥溪口站，迁建綦江、三江站，改建夏坝、转关口站等，使之达到中国铁路Ⅰ级干线标准:311。而北部猫儿沱至五岔区间的猫儿沱、仁沱、庙基、墨斗沱、西湖、贾嗣站则于1960年废弃:334，线路废线并改为公路:399。不过，猫儿沱港一带后又于1970年6月建成至川黔铁路小南垭站的专用线，长7.328公里:322。

## 设施设备
除了线路本身外，綦江铁路主要还包括下列设施设备。

### 机车和车辆
最初提议建设铁路时拟调用湘桂铁路沿线和浙赣铁路的机车和车辆，由宜昌水运至重庆，但因彼时宜昌战乱未成；民国三十四年（1945年）成立綦江铁路局时计划线路机车由钢铁厂自拨，但因厂内机车较重，每米17.4公斤的铁轨难以承载，最终机车由交通部桂林存车委员会提供:335:516。最初綦江铁路全线有机车3台，其中2台可牵引100吨，另1台可牵引160吨，后又自行组装2台可牵引200吨的机车，但解放前机车实际牵引重量长期不足150吨；解放后在西南工业部主管时期淘汰小型机车，牵引定数达千余吨；并入川黔铁路后，1960年线路机车全部更换为“解放”型，上行牵引定数1800吨，下行1000吨:336-337。
綦江铁路最初的货车亦由交通部桂林存车委员会提供，后引入并重新组装陇海铁路的退役货车44节:335，全为高敞车，有10、20、25吨载重的3种车型共30余节，线路另有简易50座客车4节；解放初期綦江铁路局有前述货车共48节，并新增15吨棚车9节、15至20吨平板车60节、守车3节、50至72座客车14节；后又调来72座客车11节并废弃了50座客车；接入川黔铁路后还逐步增加了86座客车，货车则并入路网调度，一般载重30至40吨:338。

### 信号
在并入川黔铁路前，綦江铁路各站均使用机械非集中联锁设备，区间采用路签闭塞；并入后逐渐转为机械电气双重连锁设备，并开始采用继电半自动闭塞:342。

### 给水
解放前，綦江铁路进配备华氏水泵和手摇抽水机各1台，建水塔2座、蓄水池3个；19世纪50年代初在猫儿沱、贾嗣、三江、赶水各加设1座水鹤，但仅于猫儿沱使用电动水泵，其余处于1953年起逐渐改用电动水泵:344。

### 其他设备
綦江铁路在猫儿沱站设有机厂，可基本满足线路车辆的维修需求；在此亦配有60千瓦和10千瓦的直流发电机用于发光、动水。在五岔曾修建有临时码头和煤台，用于装卸煤铁:336。

## 主要支线

### 三万支线
三万支线起于三江站，沿蒲河而行，东至万盛站，全长32公里:442。民国三十六年（1947年）綦江煤铁两矿联络铁路工程处成立并修建三江至南桐轻便铁路，彼时因财力不足近完成部分路基、桥涵等基础设施:310；三万支线基础上修建，由川东筑路民工总队建设，于1951年11月开工，1953年7月三江至温塘段完工，次年6月温塘至万盛段完工，7月1日竣工通车:442。

### 赶小、赶白支线

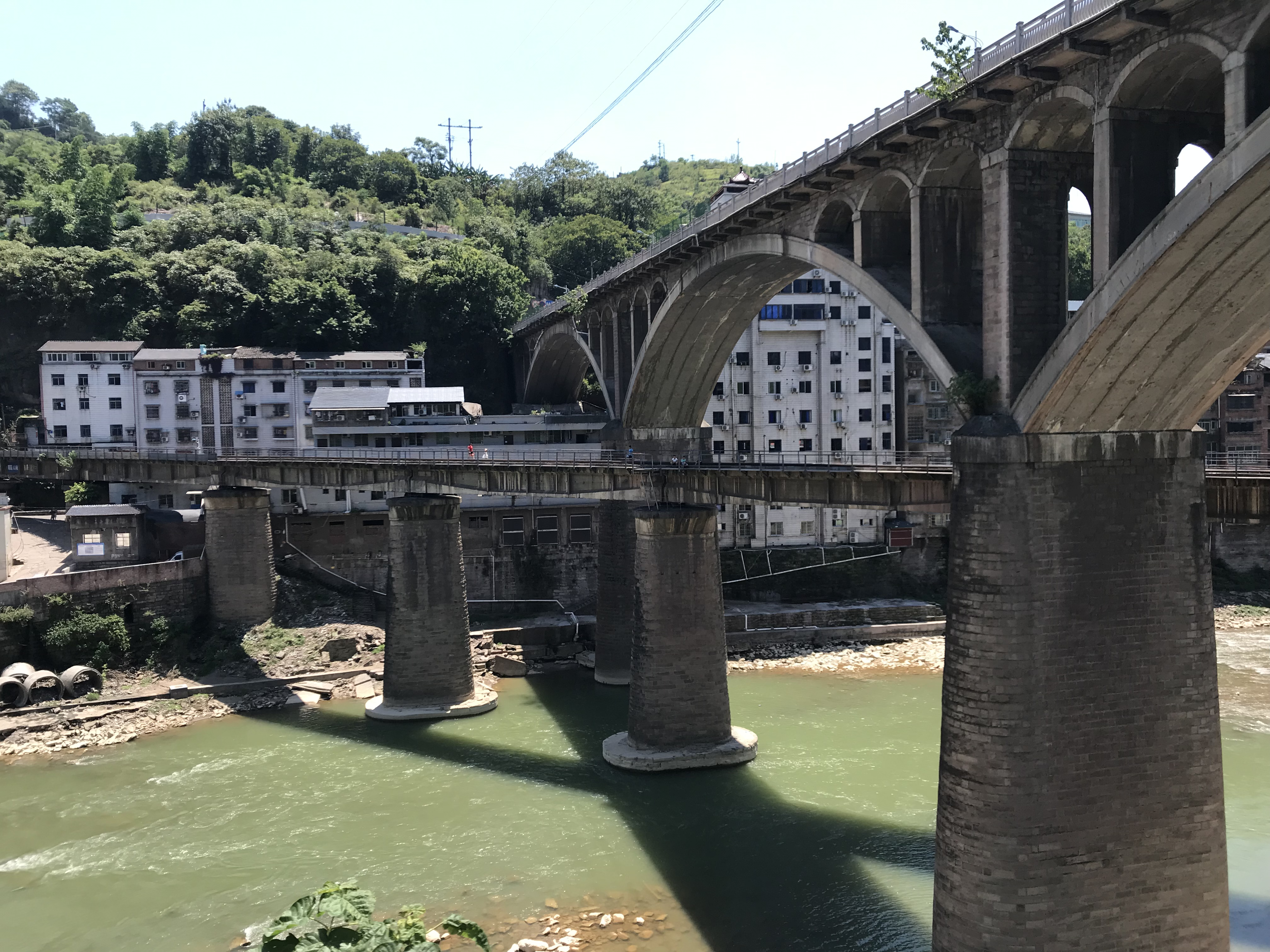
赶小支线赶水大桥（下）

赶小支线起于赶水谢家街，经麻柳滩至小鱼沱，全长11.8公里，最初于1939年春由綦江铁矿修建，是简易机车轨道运输专用线，轨道上可运行由10名工人推动的翻斗车，因为铁路轨道窄，被称为“小铁路”；1958年重庆钢铁公司投资185.5万元人民币按照标准轨距改建赶小支线为綦江铁矿运砂专用线，并修跨洋渡河的赶水大桥，接川黔铁路，1959年10月1日完工通车，可运行蒸汽机车；1965年，綦江铁矿用每米43公斤的钢轨替换了原赶小支线的每米38公斤的钢轨，货物可直接从矿上运至大渡口:442。
1966年起，赶小支线开始改造并于期间产生了赶白支线，赶白支线起于赶水站，出站后跨綦江，后穿隧道（720米:71），再跨洋渡河合入赶小支线，经过麻柳滩、小鱼沱后继续延伸至金鸡岩、白岩，全线总共投资6262.8万元人民币；工程第一期麻柳滩至金鸡岩于1970年7月1日竣工:442，长10.5公里；第二期赶水至麻柳滩于1973年12月竣工，长11.5公里:71，此后小赶铁路改道直接接入赶水站；第三期金鸡岩至逢春坝（白岩）长5.33公里，曾于1974年1月停工一段时间:71，最终于1982年12月31日完工:442。
赶小、赶白支线一直采用蒸汽机车运行，最多时有6台，2005年煤矿所属松藻煤电公司购进了2台内燃机车，蒸汽机车逐渐退役，现其中仍有1台安放在金鸡岩洗选厂的厂区内供参观。

### 小罗铁路
小罗铁路起于小鱼沱，跨洋渡河后经黄沙坎、小罗寨至大罗矿区，全长20.92公里，由重庆设计院设计，1959年成立指挥部，并于是年11月22日开工，期间调集民工1.07万人，耗资1360万元人民币，但因1962年经济原因停工并废弃:442。

## 纪念物

### 石碑
綦江铁路綦江至三江段的修建过程中有8名军人、工人伤亡，綦江铁路局于1950年11月在双龙桥头平交道处立石碑纪念之，上书碑文“功绩常在”，上款“修筑綦三段铁路死亡烈士永垂不朽”，下款“綦江铁路局军事代表田洗文一九五〇年十一月”:144。

### 綦江铁路新线工程纪念碑
在綦江铁路筑路期间，除了綦江铁路綦江至三江段的军工牺牲外，在修建三江至赶水段亦有20名军工牺牲，1953三万支线完工后，綦江铁路筑路委员会于12月在三江横街场口（三江站）立“綦江铁路新线工程纪念碑”，碑名由时任綦江县县长曹伯张题书，碑上雕刻有千余字的《修筑綦江铁路三赶、三温、温清三段工程事略》和各牺牲者姓名和经历，綦江铁路筑路委员于碑上题词“新中国的建设者永垂不朽”:443。

### 纪念章
綦江铁路三赶（三江至赶水）、三温（三江至温塘）段完工后，西南军政委员会为参加修筑铁路的工厂筑路队员和部队官兵特制了纪念章。纪念章为铜质，直径3.1厘米，正面中间以钢铁厂及冒出浓烟的烟囱为背景绘有奔驰的列车，外圈伴有齿轮和稻穗，下方铸“修筑綦江铁路三赶三温段胜利完工纪念”，背面铸“綦江铁路筑路委员会赠”和完工时间“1952.6”。